# Leo Drabent
Leo Drabent (* 15. Juni 1899 in Blumenthal/Unterweser; † 20. November 1944 im Zuchthaus Brandenburg-Görden) war ein deutscher Maschinenschlosser, Kommunist und Widerstandskämpfer gegen den Nationalsozialismus.

## Leben
Bereits 1917 malte Drabent Antikriegslosungen an Mauern und Zäune in seiner Heimatstadt. Als Mitglied des Deutschen Metallarbeiter-Verbandes und der sozialistischen Jugendbewegung setzte er sich erfolgreich mit seinen Kollegen für die Herabsetzung der fünfjährigen Lehrzeit als Schlosser auf vier Jahre ein.
Im Juni 1917 erhielt er deshalb den Gestellungsbefehl und wurde zum Militärdienst zwangsverpflichtet, wodurch er an der Front schwer verwundet wurde.
1923 wurde er Mitglied in der KPD und später politischer Leiter des KPD-Unterbezirks Bremen. 1929 absolvierte er einen Lehrgang an der Reichsparteischule Rosa Luxemburg in Fichtenau und war danach für die marxistischen Schulungen im KPD-Bezirk Nordwest verantwortlich.
Weil er in Wahlversammlungen der NSDAP als Gegenreferent aufgetreten war und deren arbeiterfeindliche Politik entlarvt hatte, wurden 200 SA-Leute eingesetzt, um ihn im Mai 1933 festzunehmen. In den KZs Brandenburg, Oranienburg, sowie in dessen Nebenlager auf Gut Elisenau (bei Bernau bei Berlin) wurde er daraufhin gefoltert und schwer misshandelt. Nach seiner Entlassung im Februar 1934 arbeitete er auf der AG-Weser-Werft in Bremen, im Juli 1936 wurde er erneut verhaftet und zu drei Jahren Zuchthaus verurteilt.
Nach seiner Entlassung im Juli 1939 arbeitete er in einer Bremer Bootsreparaturwerkstatt und war wieder illegal für die KPD tätig. Er organisierte dort mit Beginn des Zweiten Weltkriegs zusammen mit Hans Neumann ein Widerstandsnetz von 3er- und 5er-Gruppen in Verbindung mit der Bästlein-Jacob-Abshagen-Gruppe in Hamburg. Am 29. März 1943 wurden Leo Drabent zusammen mit seiner Frau Marianne, Hans Neumann, Hermann Cornelius und acht weiteren Widerstandskämpfern von der Gestapo verhaftet. Am 13. Oktober 1944 wurde er vom Volksgerichtshof zum Tode verurteilt, weil er „die Widerstandskraft des deutschen Volkes durch kommunistische Propaganda zu zersetzen gesucht“ habe. Neumann und Drabent wurden im Zuchthaus Brandenburg mit dem Fallbeil hingerichtet.

## Ehrungen
- Vor seinem letzten Wohnhaus Willmannsberg 26 wurde am 4. Mai 2005 ein Stolperstein verlegt
- Nach Leo Drabent wurde im Oktober 2018 ein 200 m langer Fuß- und Fahrradweg an der Ermlandstraße in Bremen-Blumenthal benannt